# FCSB
FCSB는 루마니아를 대표하는 프로 축구 클럽으로, 수도 부쿠레슈티를 연고로 한다. 구단 창단부터 현재까지 루마니아 축구 리그 시스템에서 계속 1부 리그에 속해 있다.
과거 FC 스테아우아 부쿠레슈티(루마니아어: FC Steaua Bucureşti)라는 명칭을 사용하였으며 2017년에 구단 명칭을 변경하였다. 참고로 스테아우아는 루마니아어로 "별"을 뜻한다.
이 클럽은 루마니아에서 가장 성공적인 클럽으로, 유럽 국제 대회에서 우승한 경력과 리가 I에서 무려 26번이나 우승한 경력을 가지고 있으며, 1986년 유러피언컵에서 우승을 일궈냈다. 이 팀 출신의 유명 선수로는 루마니아 축구 국가대표팀에서 활약한 게오르게 하지가 있다.

## 역대 성적
국내 대회
- 리가 I  (최다 우승)

- 우승 (28) : 1951, 1952, 1953, 1956, 1959-60, 1960-61, 1967-68, 1975-76, 1977-78, 1984-85, 1985-86, 1986-87, 1987-88, 1988-89, 1992-93, 1993-94, 1994-95, 1995-96, 1996-97, 1997-98, 2000-01, 2004-05, 2005-06, 2012–13, 2013–14, 2014–15, 2023-24, 2024-25
- 준우승 (15) : 1954, 1957–58, 1962–63, 1976–77, 1979–80, 1983–84, 1989–90, 1990–91, 1991–92, 2002–03, 2003–04, 2006–07, 2007–08, 2015–16, 2016–17

- 루마니아 컵  (최다 우승)

- 우승 (24) : 1948-49, 1950, 1951, 1952, 1955, 1961-62, 1965-66, 1966-67, 1968-69, 1969-70, 1970-71, 1975-76, 1978-79, 1984-85, 1986-87, 1987-88, 1988-89, 1991-92, 1995-96, 1996-97, 1998-99, 2010–11, 2014–15, 2019-20
- 준우승 (8) : 1953, 1963–64, 1976–77, 1979–80, 1983–84, 1985–86, 1989–90, 2013–14

- 루마니아 슈퍼컵 (Supercupa României) (최다 우승)

- 우승 (6) : 1994, 1995, 1998, 2001, 2006, 2013
- 준우승 (5) : 1999, 2005, 2011, 2014, 2015

- 루마니아 리그컵 (Cupa Ligii)
  -     - 우승 (2) : 2014–15, 2015–16

국제 대회
- UEFA 챔피언스리그

우승 : 1 - 1985-86
준우승 : 1 - 1988-89
- UEFA 슈퍼컵 : 1

1986
- 인터콘티넨털컵 준우승 : 1

1986

## 선수 명단

### 현역
참고: FIFA 자격 규정에 따라 소속된 국가대표팀 국기를 표시합니다. 선수는 복수의 FIFA 비회원국 국적을 가지고 있을 수 있습니다.
| 번호 | 포지션 | 국적       | 이름              |
| ---- | ------ | ---------- | ----------------- |
| 33   | DF     | 몬테네그로 | 리스토 라두노비치 |

| 번호 | 포지션 | 국적 | 이름 |
| ---- | ------ | ---- | ---- |

## 역대 감독
| 감독                | 임기        |
| ------------------- | ----------- |
| 안겔 이오르더네스쿠 | 1989 ~ 1990 |
| 안겔 이오르더네스쿠 | 1992 ~ 1993 |
| 코스민 올러로이우   | 2002        |
| 코스민 올러로이우   | 2006 ~ 2007 |
| 게오르게 하지       | 2007 ~ 2008 |
| 일리에 두미트레스쿠 | 2010        |
| 콘스탄틴 글커       | 2014 ~ 2015 |

## 같이 보기
- 무패 우승한 축구단 목록